# Mario Gallegos
Mario Alberto Gallegos Ortiz (ur. 15 kwietnia 1988 w Guadalajarze) – meksykański piłkarz występujący na pozycji pomocnika.

## Kariera klubowa
Gallegos pochodzi z miasta Guadalajara i jest wychowankiem akademii juniorskiej tamtejszego zespołu Club Atlas. Bliski awansu do pierwszej drużyny był już w wieku siedemnastu lat, po serii udanych występów w reprezentacjach juniorskich, ale szkoleniowiec Daniel Guzmán nie zdecydował się postawić na młodego zawodnika, gdyż ekipa walczyła w tym czasie o utrzymanie w najwyższej klasie rozgrywkowej. Cały 2007 rok spędził na wypożyczeniu w klubie Jaguares de Chiapas z siedzibą w Tuxtla Gutiérrez, gdzie również nie zdołał zadebiutować w pierwszej lidze (spędził czas w drugoligowej filii Petroleros de Salamanca), podobnie jak w barwach Tiburones Rojos de Veracruz, gdzie przez sześciomiesięczny pobyt grał jedynie w rezerwach; czwartoligowym Tiburones Rojos de Boca del Río, trzecioligowym Tiburones Rojos de Córdoba i drugoligowym Tiburones Rojos de Coatzacoalcos. W lipcu 2008 został ponownie wypożyczony, tym razem na rok do trzecioligowego Loros de la Universidad de Colima, gdzie był z kolei podstawowym graczem drużyny.
Latem 2010 Gallegos został włączony do treningó seniorskiego składu Atlasu przez argentyńskiego trenera Carlosa Ischię, lecz występował tylko w juniorskich ligach meksykańskich oraz rezerwach klubu. Sezon 2011/2012 spędził na kolejnych wypożyczeniach do drużyn z trzeciej ligi, Segunda División; pierwsze pół roku w Tampico Madero FC, natomiast drugie sześć miesięcy w Uniónie de Curtidores z siedzibą w mieście León, w których regularnie wybiegał na boiska w wyjściowym składzie.

## Kariera reprezentacyjna
W 2005 roku Gallegos został powołany przez trenera Jesúsa Ramíreza do reprezentacji Meksyku U-17 na Młodzieżowe Mistrzostwa Ameryki Północnej. Tam regularnie wybiegał na boiska w barwach swojej drużyny, rozgrywając dwa spotkania, natomiast jego kadra narodowa z kompletem zwycięstw zdołała zakwalifikować się na Mistrzostwa Świata U-17 w Peru. Na światowym czempionacie pełnił rolę rezerwowego kadry narodowej, występując w trzech spotkaniach, z czego w dwóch wchodząc z ławki. Młodzi Meksykanie dotarli wówczas aż do finału, w którym pokonali 3:0 Brazylię i zdobyli na peruwiańskich boiskach tytuł mistrzów świata. W 2007 roku Gallegos znalazł się w powołanym przez René Isidoro Garcíę składzie reprezentacji Meksyku U-23 na Igrzyska Panamerykańskie w Rio de Janeiro, gdzie rozegrał trzy mecze, wszystkie w wyjściowej jedenastce, a jego drużyna odpadła z turnieju w półfinale, zajmując trzecie miejsce i wywalczyła brązowy medal na męskim turnieju piłkarskim.